# Papiery wartościowe niestwierdzające prawa do kapitału
Papiery wartościowe niestwierdzające prawa do kapitału (dłużne papiery wartościowe) – papiery wartościowe, których właściciel nie dysponuje prawem współwłasności majątkowej w stosunku do majątku emitenta. Papiery te reprezentują wyłącznie pieniężne zobowiązanie emitenta wobec ich posiadaczy na sumy płatne w określonej kwocie oraz w wyznaczonym terminie.

## Klasyfikacja według terminu zapadalności
Okres, na który zostały wyemitowane papiery wartościowe zazwyczaj determinuje ich formę prawną. Krótkoterminowe dłużne papiery wartościowe występują najczęściej w formie weksli lub bonów, zaś średnioterminowe (od 1 roku do 5 lat) i długoterminowe w postaci skryptów dłużnych, hipotecznych listów zastawnych oraz obligacji.

## Klasyfikacja według rodzaju oprocentowania
Wyróżnia się trzy grupy dłużnych papierów wartościowych według rodzaju oprocentowania:
a) dłużne papiery wartościowe o stałej stopie oprocentowania;
b) dłużne papiery wartościowe o zmiennej stopie oprocentowania; oraz
c) dłużne papiery wartościowe o mieszanej stopie oprocentowania.